# Johan Åkerman (ishockeyspelare)
Johan Anders Åkerman, född 20 november 1972 i Stockholm, är en svensk ishockeytränare och före detta ishockeyspelare. Efter att ha spelat med Hammarby IF i Division 1 under tre säsonger, gjorde Åkerman debut i Elitserien med AIK säsongen 1994/95. Säsongerna 1997/98 och 1998/99 blev han norsk mästare med Vålerenga IF och var under dessa två säsonger den poängmässigt bästa backen i Eliteserien. Därefter spelade Åkerman för Skellefteå AIK i Hockeyallsvenskan sju säsonger i följd. Åkerman vann backarnas poängliga i Hockeyallsvenskan under sina tre sista säsonger i serien, dessutom vann han den totala poängligan säsongen 2005/06. Därefter spelade under två säsonger för HV71, med vilka han vann SM-guld 2008. Under sina fem sista säsonger som aktiv, representerade Åkerman sex olika klubbar: Lokomotiv Jaroslavl i KHL, HC Lugano i NLA, Kölner Haie i DEL, Linköping HC i Elitserien, samt Dragons de Rouen i Ligue Magnus som han vann franskt guld med precis innan han avslutade sin spelarkarriär 2013.
Åkerman gjorde debut i landslaget 2006 och blev uttagen att representera Sverige vid två VM. Vid VM i Schweiz 2009 tog han ett brons.
Mellan 2013 och 2021 jobbade Åkerman inom Linköping HC som tränare. Efter att ha varit assisterande tränare i två säsonger för klubbens J18-lag, tog han över som huvudtränare för Linköping J20 2015/16, innan han blev assisterande tränare för Linköpings seniorlag. Säsongen 2021/2022 inledde han som huvudtränare för den italienska klubben Eppan Pirates, innan han i december 2021 tog en roll som assisterande tränare för Iserlohn Roosters i den tyska ligan. Han var från juni 2022 till januari 2023 assisterande tränare i HV71.

## Spelarkarriär

### Klubbkarriär
Åkerman inledde sin ishockeykarriär i Kälvesta IoF för att sedan gå vidare till Tranebergs IF. Säsongen 1991/92 gjorde han seniordebut i Division 1 för Hammarby IF. I sin tredje och sista säsong i Hammarby stod Åkerman för 35 poäng på 37 matcher (11 mål, 24 assist) och var därmed lagets poängmässigt bästa back. Inför säsongen 1994/95 värvades Åkerman av AIK i Elitserien. Under sina tre säsonger i AIK gjorde Åkerman fyra poäng varje säsong. Inför säsongen 1997/98 lämnade han Sverige för spel med den norska klubben Vålerenga IF i Get-ligaen. I sin första säsong i Norge noterades Åkerman för 52 poäng på 40 grundseriematcher (16 mål, 36 assist) och slutade därmed tvåa i den interna poängligan. I slutspelet vann Vålerenga sedan finalen mot Storhamar Dragons. Åkerman fortsatte sedan ytterligare en säsong i Vålerenga, och likt föregående säsong vann laget åter mästerskapet då man besegrade Storhamar i finalen. På 38 grundseriematcher noterades Åkerman för 48 poäng (19 mål, 29 assist) och vann för andra året i följd backarnas poängliga.
Inför säsongen 1999/00 återvände Åkerman till Sverige, denna gång för spel med Skellefteå AIK i Hockeyallsvenskan. Under sin femte säsong i Skellefteå vann Åkerman Hockeyallsvenskans assistliga (38). Han vann också backarnas poängliga, en bedrift han återupprepade de två efterföljande säsongerna. Säsongen 2005/06 var Åkerman med att spela upp Skellefteå till Elitserien. Detta kom att bli han sista säsong i klubben. Åkerman vann den totala poängligan då han noterades för 61 poäng på 40 grundseriematcher (15 mål, 46 assist). Han var också den spelare som hade bäst plus/minus-statistik i hela serien (+29). Totalt spelade Åkerman sju säsonger i Skellefteå och noterades för 300 grundseriematcher där han stod för lika många poäng (88 mål, 212 assist).
I april 2006 meddelades det att Åkerman skrivit ett tvåårsavtal med HV71 i Elitserien. Under sin första säsong i HV71 vann han lagets interna poängliga då han stod för 48 poäng på 55 matcher (10 mål, 38 assist). Åkerman var även den spelare som gjorde flest målgivande passningar i hela Elitserien. I slutspelet slogs laget ut i semifinalserien mot Modo Hockey (3–4). Under sommaren 2007 opererade Åkerman ena axeln och missade inledningen av grundserien säsongen 2008/08. Åkermans poängproduktion blev något sämre under säsongen (33 poäng på 45 matcher). I slutspelet tog sig HV71 ända till final sedan man slagit ut både Skellefteå AIK (4–1) och Timrå IK (4–2). I finalen vände laget ett 0–2-underläge till att vinna finalserien med 4–2 mot Linköping HC och Åkerman tilldelades därmed ett SM-guld.
Efter två säsonger med HV71, skrev han ett ettårskontrakt med den ryska klubben Lokomotiv Jaroslavl i KHL. Den 2 september 2008 gjorde han debut i KHL och senare samma månad, den 30 september, gjorde han sitt första KHL-mål, på Boris Tortunov, då Jaroslavl besegrade HK Vitjaz Podolsk med 4–1. Åkerman missade sedan avslutningen av grundserien och en stor del av slutspelet sedan han fått en puck i huvudet och drabbats av hjärnskakning i februari 2009. Han återvände sedan till spel den 21 mars 2009 i en av semifinalerna mot Metallurg Magnitogorsk och stod för ett mål och två assist i en 6–1-seger. Jaroslavl tog sig till slut till final, men föll där mot Ak Bars Kazan med 3–4 i matcher. På 58 matcher med Lokomotiv Jaroslavl noterades Åkerman för 20 poäng (5 mål, 15 assist). Inför säsongen 2009/10 skrev Åkerman ett tvåårsavtal med den schweiziska klubben HC Lugano i Nationalliga A. Efter endast en säsong i Schweiz bröts kontraktet och Åkerman lämnade klubben i april 2010. Följande säsong spelade han istället med den tyska klubben Kölner Haie i Deutsche Eishockey Liga.
Den första april 2011 skrev Åkerman på ett ettårskontrakt med Linköping HC. Linköpings problemfyllda säsong där man för första gången sedan säsongen 2002/03 missade SM-slutspelet, i kombination med sviktande resultat från Åkerman, ledde dock till att han fick lämna klubben i början av januari 2012. Kort därefter återvände han till Kölner Haie, med vilka han avslutade säsongen. I augusti 2012 skrev han på ett ettårskontrakt med den franska mästarklubben Dragons de Rouen. Med Rouen blev Åkerman fransk mästare 2013. Därefter avslutade Åkerman sin spelarkarriär och blev juniortränare i Linköping HC.

### Landslagskarriär
Åkerman blev för första gången uttagen att representera Tre Kronor i december 2006, under Channel One Cup, vid 34 års ålder. Han gjorde sitt första A-landslagsmål, på Ari Ahonen, den 17 december 2006 i en 1–2-förlust mot Finland. Åkerman utsågs såväl till turneringens bästa back som Sveriges bästa spelare i turneringen.
Åkerman blev därefter uttagen till VM i Ryssland 2007 och blev samtidigt Sveriges äldsta VM-debutant någonsin. Han slog Torsten Tegnérs rekord, satt så tidigt som 1923. Efter att ha tagit sig förbi båda gruppspelsrundorna slog Sverige ut Slovakien i kvartsfinal med 7–4. Sverige föll sedan, både i semifinal och den efterföljande bronsmatchen, mot Kanada (1–4) och Ryssland (1–3). På nio matcher stod Åkerman för tre mål och tre assistpoäng. Han spelade sedan sitt andra, och sista, VM 2009 i Schweiz. Likt VM 2007 tog sig Sverige till kvartsfinal, där man besegrade Tjeckien med 3–1, och slogs ut i semifinal – återigen av Kanada (1–3). I bronsmatchen besegrade Sverige USA med 4–2 och Åkerman tilldelades därmed ett VM-brons.

## Statistik

### Klubbkarriär
| 1991–92                  | Hammarby IF              | Div. I                   | 9   | 0  | 0   | 0   | 4   | —  | — | —  | —  | —  |
| 1992–93                  | Hammarby IF              | Div. I                   | 30  | 4  | 7   | 11  | 30  | 13 | 3 | 3  | 6  | 18 |
| 1993–94                  | Hammarby IF              | Div. 1                   | 37  | 11 | 24  | 35  | 22  | —  | — | —  | —  | —  |
| 1994–95                  | AIK                      | Elitserien               | 38  | 1  | 3   | 4   | 8   | —  | — | —  | —  | —  |
| 1995–96                  | AIK                      | Elitserien               | 40  | 1  | 3   | 4   | 24  | —  | — | —  | —  | —  |
| 1995–96                  | IF Vallentuna BK         | Div. 1                   | 1   | 0  | 0   | 0   | 2   | —  | — | —  | —  | —  |
| 1996–97                  | AIK                      | Elitserien               | 36  | 2  | 2   | 4   | 16  | 6  | 0 | 0  | 0  | 2  |
| 1997–98                  | Vålerenga                | Eliteserien              | 40  | 16 | 36  | 52  | 38  | —  | — | —  | —  | —  |
| 1998–99                  | Vålerenga                | Eliteserien              | 38  | 19 | 29  | 48  | 36  | —  | — | —  | —  | —  |
| 1999–00                  | Skellefteå AIK           | Allsv.                   | 41  | 9  | 32  | 41  | 48  | 5  | 2 | 2  | 4  | 8  |
| 2000–01                  | Skellefteå AIK           | Allsv.                   | 40  | 10 | 19  | 29  | 69  | 2  | 0 | 0  | 0  | 0  |
| 2001–02                  | Skellefteå AIK           | Allsv.                   | 45  | 12 | 28  | 40  | 50  | 6  | 1 | 1  | 2  | 2  |
| 2002–03                  | Skellefteå AIK           | Allsv.                   | 42  | 16 | 20  | 36  | 61  | 9  | 3 | 6  | 9  | 10 |
| 2003–04                  | Skellefteå AIK           | Allsv.                   | 46  | 15 | 38  | 53  | 54  | 10 | 1 | 2  | 3  | 6  |
| 2004–05                  | Skellefteå AIK           | Allsv.                   | 46  | 11 | 29  | 40  | 32  | 9  | 2 | 6  | 8  | 10 |
| 2005–06                  | Skellefteå AIK           | HA                       | 40  | 15 | 46  | 61  | 52  | 10 | 0 | 9  | 9  | 12 |
| 2006–07                  | HV71                     | Elitserien               | 55  | 10 | 38  | 48  | 48  | 14 | 3 | 7  | 10 | 16 |
| 2007–08                  | HV71                     | Elitserien               | 45  | 9  | 24  | 33  | 38  | 17 | 3 | 13 | 16 | 8  |
| 2008–09                  | Lokomotiv Jaroslavl      | KHL                      | 47  | 2  | 10  | 12  | 24  | 11 | 3 | 5  | 8  | 6  |
| 2009–10                  | HC Lugano                | NLA                      | 36  | 3  | 18  | 21  | 67  | 3  | 0 | 0  | 0  | 2  |
| 2010–11                  | Kölner Haie              | DEL                      | 52  | 8  | 28  | 36  | 32  | 5  | 0 | 1  | 1  | 0  |
| 2011–12                  | Linköping HC             | Elitserien               | 36  | 2  | 8   | 10  | 28  | —  | — | —  | —  | —  |
| 2011–12                  | Kölner Haie              | DEL                      | 16  | 2  | 11  | 13  | 39  | 6  | 0 | 2  | 2  | 0  |
| 2012–13                  | Dragons de Rouen         | Ligue Magnus             | 16  | 3  | 15  | 18  | 18  | 13 | 4 | 4  | 8  | 8  |
| Hockeyallsvenskan totalt | Hockeyallsvenskan totalt | Hockeyallsvenskan totalt | 300 | 88 | 212 | 300 | 366 | 51 | 9 | 26 | 35 | 48 |
| SHL totalt               | SHL totalt               | SHL totalt               | 250 | 25 | 78  | 103 | 162 | 37 | 6 | 20 | 26 | 26 |

### Internationellt
| År            | Lag           | Turnering     | Matcher | Mål | Assists | Poäng | Utv. |
| ------------- | ------------- | ------------- | ------- | --- | ------- | ----- | ---- |
| 2007          | Sverige       | VM            | 9       | 3   | 3       | 6     | 4    |
| 2009          | Sverige       | VM            | 9       | 0   | 1       | 1     | 6    |
| Senior totalt | Senior totalt | Senior totalt | 18      | 3   | 4       | 7     | 10   |